# Tomten är far till alla barnen
Tomten är far till alla barnen är en svensk svart komedifilm i regi av Kjell Sundvall. Filmen hade biopremiär i Sverige den 26 november 1999. I huvudrollerna ses bland andra Peter Haber, Katarina Ewerlöf, Anders Ekborg och Dan Ekborg. 

## Handling
Sara har varit gift flera gånger och på julafton bjuder hon in sina före detta makar med familjer samt sin före detta svåger att fira jul med henne och hennes nye sambo Janne. Festen urartar ganska snabbt, där nästan alla blir osams med varandra. Med en hel del sprit innanför västen råkar Janne dessutom avslöja för en av gästerna i bastun att han låtit sterilisera sig ett par år tidigare, något som snart alla får reda på. Alla utom Sara som i sin tur inte vill något hellre än att ha barn med Janne. Vid middagen berättar Sara den strålande nyheten att hon är gravid. Chockad över beskedet misstänker Janne genast att det är någon av männen som är pappan till barnet.

## Rollista
- Peter Haber – Janne
- Katarina Ewerlöf – Sara
- Carl Kjellgren – Erik
- Dan Ekborg – Gunnar, Thomas bror
- Leif Andrée – Åke
- Jessica Zandén – Rita
- Nina Gunke – Eva
- Anders Ekborg – Thomas, Gunnars bror
- Lena B. Eriksson – Anne
- Inga Ålenius – Signe, Saras mamma
- Helena af Sandeberg – Marika
- Alexandra Dahlström – Jeanette
- Stina Rautelin – Helena
- Suzanne Reuter – Carina
- Per Burell – Mats
- Kajsa Ernst – Pauline
- Lamine Dieng – busschaufför
- Ester Sjögren – Elin
- Tin Carlsson – Rickard
- Lisa Ambjörn – Johanna
- Sally Frejrud Carlsson – Liselotte
- Viktor Schotte – Daniel
- Molly Larsson – Patricia
- Joel Cronström – Benny
- Jill Johansson – Josefin
- Neshwan Bakhet – Gustav

## Produktion, mottagande och bearbetningar
Katarina Ewerlöf belönades med en Guldbagge för bästa kvinnliga huvudroll. Även Jessica Zandén, Kjell Sundvall och Dan Ekborg nominerades.
2007 producerades en tysk nyinspelning, Meine schöne Bescherung, 2014 en fransk nyinspelning, Divin enfant och 2019 en finsk nyinspelning, Täydellinen joulu.